# Ski alpin aux Jeux olympiques de 2026
Navigation
Pékin 2022 Alpes françaises 2030
Les épreuves de ski alpin aux Jeux olympiques d'hiver de 2026 se déroulent du 7 au 18 février 2026 en Italie : les épreuves féminines se dérouleront à Cortina d'Ampezzo, sur la piste de la Olimpia delle Tofane, et les épreuves masculines à Bormio, sur la piste du Stelvio.
Pour cette édition, le combiné individuel est supprimé remplacé par une épreuve de combiné par équipe (chez les hommes et chez les femmes)  : le classement final est établi en additionnant les temps d'une manche rapide réalisé par descendeur et d'une manche technique réalisé par un slalomeur). Le Slalom parallèle par équipes mixte disparait du programme olympique.

## Qualifications
306 places (153 hommes, 153 femmes) sont disponibles pour les athlètes pour participer aux Jeux avec cinq épreuves par genre.
Chaque nation ne peut aligner que 11 concurrents hommes et 11 concurrentes femmes dans la compétition, et 4 concurrents (ou équipes) par épreuves.
Toutes les nations comptant au moins un athlète qui suffisamment de points au classement FIS (établi le 19 janvier 2026) dispose d'un quota dans la catégorie masculine, respectivement féminine.
La qualification est basée sur le classement individuel de la saison 2025-2026 au 19 janvier 2026 ; dans chaque discipline individuelle, les 30 premiers du classement se verront attribuer jusqu'à deux quotas maximum.
Il reste alors 153 quotas individuels qui sont distribués aux meilleurs athlètes parmi le classement du top 500 en respectant les plafonds de participants. Le pays hôte est garanti de disposer de quatre athlètes.

## Calendrier
| Heure | Horaire local de l'épreuve (UTC +1) Heure de Paris (UTC +1) |

| Épreuves | Épreuves | Jour de compétition (Février 2026) | Jour de compétition (Février 2026) | Jour de compétition (Février 2026)  | Jour de compétition (Février 2026)  | Jour de compétition (Février 2026) | Jour de compétition (Février 2026) | Jour de compétition (Février 2026) | Jour de compétition (Février 2026)         | Jour de compétition (Février 2026)         | Jour de compétition (Février 2026)   | Jour de compétition (Février 2026) | Jour de compétition (Février 2026)   |
| Épreuves | Épreuves | Sam. 7                             | Dim. 8                             | Lun. 9                              | Mar. 10                             | Mer. 11                            | Jeu. 12                            | Ven. 13                            | Sam. 14                                    | Dim. 15                                    | Lun. 16                              | Mar. 17                            | Mer. 18                              |
| Hommes   | Hommes   | Descente 11:30-13:50               |                                    | Combiné D 10:30-12:15 S 14:00-15:20 |                                     | Super-G 11:30-13:50                |                                    |                                    | Slalom géant M1 10:00-12:00 M2 13:30-15:20 |                                            | Slalom M1 10:00-12:00 M2 13:30-15:20 |                                    |                                      |
| Femmes   | Femmes   |                                    | Descente 11:30-13:50               |                                     | Combiné D 10:30-12:15 S 14:00-15:20 |                                    | Super-G 11:30-13:50                |                                    |                                            | Slalom géant M1 10:00-12:00 M2 13:30-15:20 |                                      |                                    | Slalom M1 10:00-12:00 M2 13:30-15:20 |

## Résultats

### Hommes
| Épreuve                                | Or | Or | Argent | Argent | Bronze | Bronze |
| -------------------------------------- | -- | -- | ------ | ------ | ------ | ------ |
| Descente résultats détaillés           |    |    |        |        |        |        |
| Super-G résultats détaillés            |    |    |        |        |        |        |
| Slalom géant résultats détaillés       |    |    |        |        |        |        |
| Slalom résultats détaillés             |    |    |        |        |        |        |
| Combiné par équipe résultats détaillés |    |    |        |        |        |        |

### Femmes
| Épreuve                                | Or | Or | Argent | Argent | Bronze | Bronze |
| -------------------------------------- | -- | -- | ------ | ------ | ------ | ------ |
| Descente résultats détaillés           |    |    |        |        |        |        |
| Super-G résultats détaillés            |    |    |        |        |        |        |
| Slalom géant résultats détaillés       |    |    |        |        |        |        |
| Slalom résultats détaillés             |    |    |        |        |        |        |
| Combiné par équipe résultats détaillés |    |    |        |        |        |        |

## Tableau des médailles
- Pays organisateur ( Italie)

| Rang | Pays | Médaille d'or, Jeux olympiques | Médaille d'argent, Jeux olympiques | Médaille de bronze, Jeux olympiques | Total |